# Харитоненко Павло Іванович

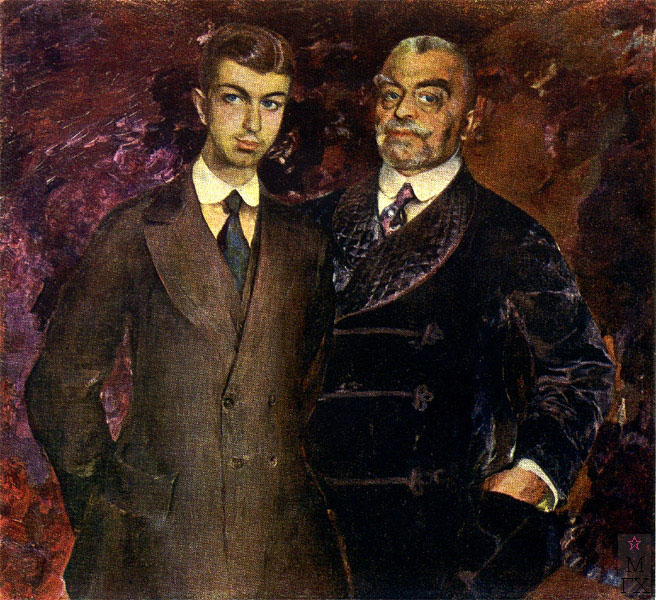
Філіп Малявін. «Портрет Павла Харитоненка з сином», 1911

Дім Харитоненків (кін. XIX — поч. XX ст.)

Павло Іванович Харитоненко (5 лютого 1853, Суми, Харківська губернія, Російська імперія — 13 квітня 1914, маєток Наталівка, Харківська губернія, Російська імперія) — український меценат, цукрозаводчик, підприємець та промисловець. Син сумського цукрозаводчика Івана Герасимовича Харитоненка (1822–1889).
Відомий передусім своїм меценатством. Біографія Павла Харитоненка тісно пов'язана з історією розвитку міста Суми періоду кінця XIX — початку XX століть.

## Життєпис
Павло був сином Івана Герасимовича Харитоненка та Наталії Максимівни Лещинської. Він мав домашню освіту і вже з юнацьких років допомагав батькові у розбудові цукрової імперії Харитоненків, куди згодом увійшли сім цукрових та один рафінадний заводи. Підприємство мало назву «Торговий дім І. Г. Харитоненка з сином», а його центральний відділ знаходився у Сумах. Після смерті батька у спадок до Павла Івановича перейшло понад 70 тисяч десятин в Харківській, Курській, Чернігівській та Полтавській губерніях.
Але окрім спадкових маєтків купував нові землі та розширював вже діючу цукрову промисловість. Наприклад, у селах Куянівка, Степанівка, Гребениківка, Угроїди, Великий Бобрик, що нині знаходяться на Сумщині та в селі Парафіївка (зараз це Ічнянський район Чернігівщини) було орендовано цукрові заводи. У період з 1898 по 1901 роки — Харитоненко обіймав посаду одного з директорів правління АТ Бєлгород-Сумської залізниці. Також Павло Іванович був почесним членом головного правління Всеросійського товариства цукрозаводчиків і керував його сумською конторою.
Заводи Харитоненка були оснащені за останнім словом техніки.
На банківському рахунку Павла Харитоненка у 1914 нараховувалося близько 60 млн карбованців, а кредитна лінія у Державному банку Російської імперії становила понад 9 млн рублів.
На момент смерті Івана Герасимовича Павлу Харитоненку було 38 років. Павло був досить освіченою людиною та гарним підприємцем.
Про Павла Івановича Харитоненка залишилося багато спогадів, адже він був широко відомою та знаною людиною і світське та суспільне життя не оминало його. Ось як згадувала про рід Харитоненків Тетяна Аксакова-Сіверс:
|  | В Москве говорили: "Хари тоненьки, но карманы толстеньки". Карманы были действительно толстеньки, но и овалы лиц милейших Павла Ивановича и Веры Андреевны были скорее округлыми, чем тонкими. Это не мешало Павлу Ивановичу иметь приятный стиль. Когда он, небольшого роста, плотный, с пушистыми усами, седыми волосами "щеточкой" и выпуклыми глазами, стоял во фраке у подножья своей знаменитой, обитой гобеленами темно-дубовой лестницы и радушно принимал всю Москву, я всегда вспоминала "Кота в сапогах", который тоже принимал когда-то короля и маркиза Карабаса в вестибюле средневекового замка. |

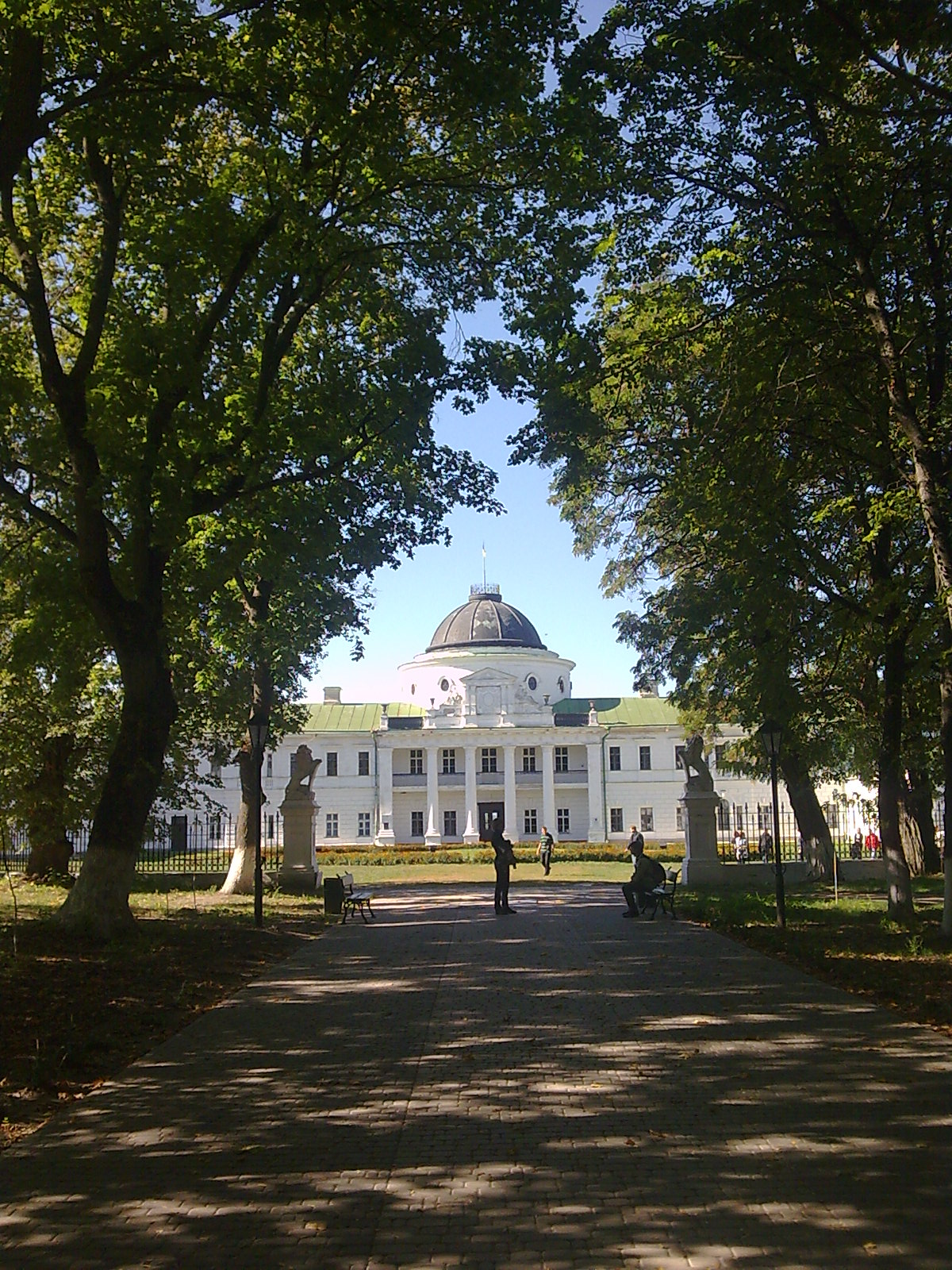
Качанівка, нині національний історико-культурний заповідник

Наприкінці ХІХ століття знайомиться з відомим німецькім архітектором Карлом Густавовичем Шольцем, якій багато працював в сусідній Курській губернії для князів Барятинських, Філімонових та інших. Залучає Шольца працювати над будівлями в центральній частині міста Суми. Пізніше Шольц працює над садибою Качанівка. Одна з найбільш відомих робіт Шольца на гроші Харитоненка — Троїцький собор. Харитоненко багато співпрацював з Шольцем впродовж років. В 1901 році Шольці остаточно переїхали до Сум та їхня садиба була розтошована по вул. Троїцькій неподалік від садиби самого Харитоненка.
Аби зробити рідне місто Суми відомішим, Павло Харитоненко разом зі своєю дружиною запросили до співпраці багатьох відомих російських та зарубіжних фотографів, які зробили фотокартки околиць Сум і надрукували їх у Стокгольмі. Але головним було те, що такими фотопутівниками не могли похвалитися навіть губернські міста, крім, звісно, Москви та Санкт-Петербургу.
У 1897 викупив славнозвісну Качанівку у тодішнього її власника Василя Тарновського. Саме за Павла Івановича Качанівка була електрифікована та телефонізована; проводилися капітальні реконструкції палацового ансамблю та розширення паркової зони. До робіт запрошувалися найвідоміші архітектори та художники. Керував будівельними роботами відомий архітектор Карл Густавович Шольц. Також за наказом Харитоненка на території садиби відразу побудували службові флігелі для робітників.
Після смерті Павла Івановича Качанівка перейшла у спадок до його дітей, а точніше, до старшої дочки Олени Олів. У 1918 році подружжя Олів емігрувало за кордон, а колишня садиба була націоналізована більшовиками.

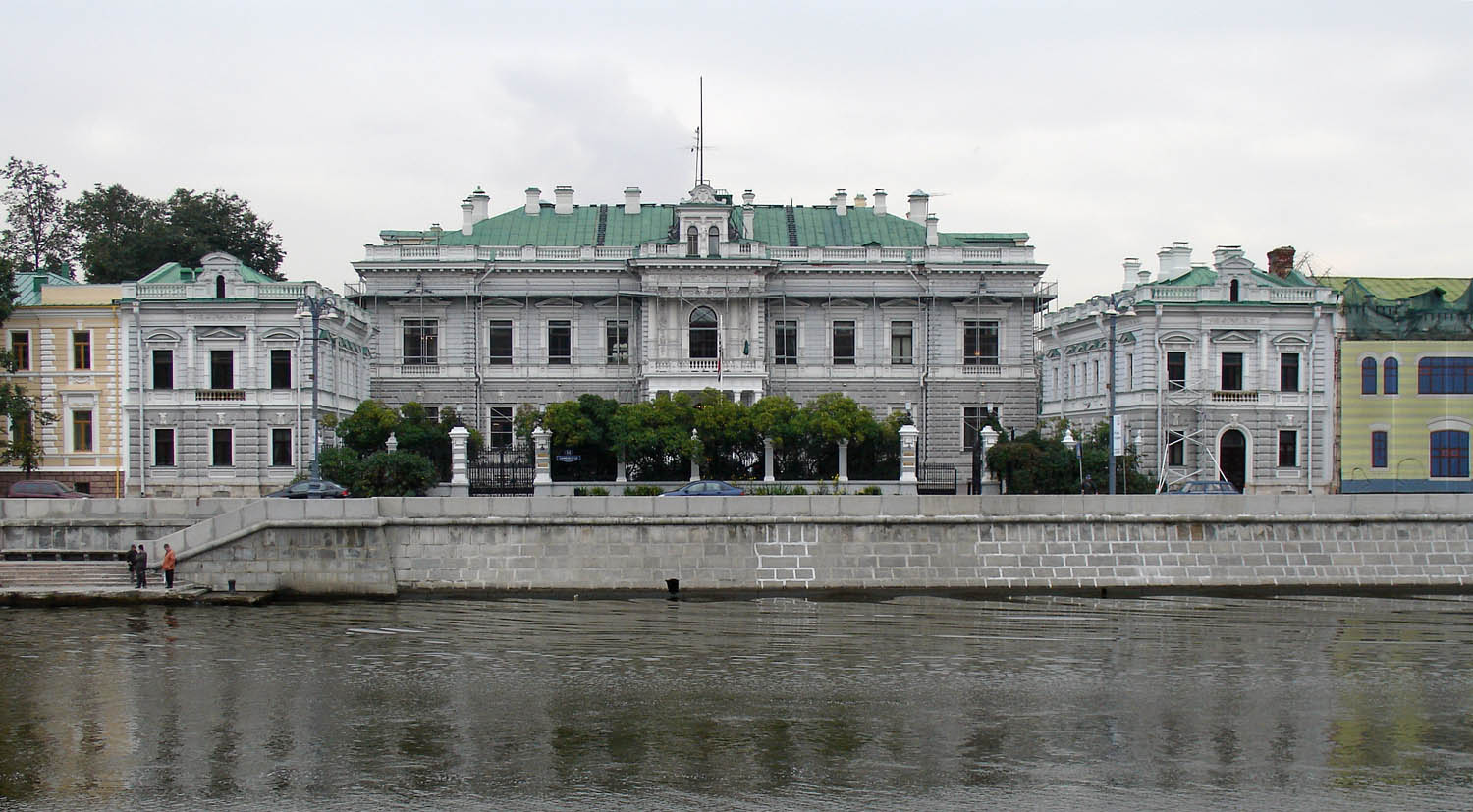
Дім № 14 на у Москві (колишній будинок Харитоненків, нині посольство Сполученого Королівства)

У 1891 було розпочате будівництво московської садиби Харитоненків. Павло Іванович хотів, аби з вікон його будинку в Москві відкривався прекрасний краєвид першопрестольної. Зараз це місце зветься Софійською набережною, а у двоповерховому домі цукрозаводчиків нині знаходиться посольство Великої Британії.
Архітектором споруди Павло Іванович запросив відомого тоді Сергія Залесського. А інтер'єр садиби виконав сам Федір Шехтель.
Відомо, що гостями в цьому будинку Павла Івановича Харитоненка були Федір Шаляпін, композитор Олександр Скрябін.
Родина Харитоненків володіла цією садибою до 1918 року.
З іменем Павла Харитоненка пов'язаний і маєток його батька — Наталівка. Саме за Павла Харитоненка Наталівка досягла свого найбільшого економічного і культурного розквіту.
У 1899 отримав спадкове дворянство і власноруч обрав гаслом свого дворянського гербу «Трудом возвеличуюсь».
Помер 13 квітня 1914. Він був похований біля Петропавлівської церкви у місті Суми. За деякими джерелами його могила не збереглася.

## Родина
Його дружиною була Віра Андріївна, уроджена Бакєєва, народилася 29 жовтня 1859. Подружжя мало п'ятьох дітей. Це дочки Олена, Наталя і Зінаїда, а також сини Гліб та Іван. Але двоє їхніх дітей померли ще в дитинстві. Це були Гліб та Зінаїда. Про малолітнього сина Гліба не залишилося майже ніякої інформації, натомість смерть Зінаїди має дві версії. За однією з них вона померла від захворювання дифтерії, за іншою випадково втопилася у фонтані, який знаходився біля будинку Харитоненків. Деякі дослідники вважають, що друга версія — це вигадка сум'ян, тому що у книзі реєстру смертей написано про смерть дівчинки від захворювання. Але деякі сучасники Харитоненків говорили про можливий підкуп лікаря, який реєстрував смерть, бо начебто за дитиною не догледіла її нянька, а батьки не захотіли розголосу й пліток, тому змушені були підти на такий крок.
Проте в усякому разі, для родини смерть їхньої дівчинки була великим горем. В пам'ять про Зінаїду Павло Іванович за власний кошт у 1896 побудував дитячу лікарню, яка стала однією із найкращих у Російській імперії.

## Меценатство

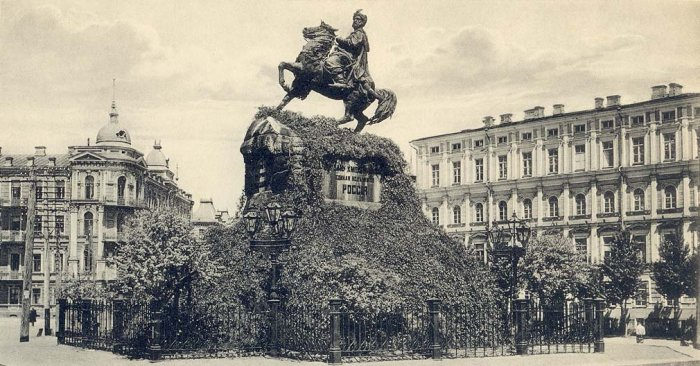
Пам'ятник Богдану Хмельницькому у Києві. Фото початку ХХ століття

Окрім того, що був відомим підприємцем і поза очі його називали «цукровим королем», все ж у пам'яті сучасників і нащадків він залишився у першу чергу як  — меценат. Завдячуючи фінансовій допомозі Павла Харитоненка, місто Суми стало одним із найкращих на Слобожанщині в архітектурному та культурному плані. Так були збудовані Троїцький собор за проектом Карла Шольца, приміщення кадетського корпусу, Костел Благовіщення Пресвятої Діви Марії та ін. Таким чином, на економічний та культурний розвиток Сумщини Павло Іванович та його батько Іван Герасимович мали колосальний вплив.
Слід додати, що відомий на всю країну пам'ятник Богдану Хмельницькому у Києві теж спонсорувався Павлом Харитоненком.
Також Павло Іванович переймався виплатою допомоги у навчанні бідним студентам. Відомим є той факт, що саме Павло Харитоненко допомагав студентам-українцям Московської консерваторії. Ще Павло Іванович фінансував будівництво лікарень, шкіл.

## Нагороди
- Срібна медаль зі Станіславською стрічкою, на якій було викарбувано «за старанність» (28 грудня 1879)
- Орден Св. Станіслава 3-ї степені (15 травня 1883)
- Орден Св. Анни 3-ї степені (21 травня 1886)
- Орден Св. Станіслава 2-ї степені (21 травня 1889)
- Орден Св. Анни 2-ї степені (30 серпня 1892)
- Орден Св. Володимира 4-ї степені (3 жовтня 1895)
- Орден Св. Володимира 3-ї степені (14 листопада 1898)
- Срібні медалі в пам'ять володарювання Імператора Олександра III і в пам'ять про коронування Імператора Миколи II (1894)
- Вищим указом П. І. Харитоненку було надано російське дворянство з поширенням цього привілею і на його дітей (18 квітня 1899)